# 釋玄光
釋玄光（1919年9月19日—2008年7月5日），俗名黎廷閒， 是一名越南大乘佛教僧人，不受官方承认的越南統一佛教會的僧統及创办者。越南异见人士。由于他主张信仰自由，曾遭到越南政府的放逐。